# Campionati europei di hockey su pista 1934
Il Campionato europeo di hockey su pista 1934 (in inglese 1934 Rink Hockey European Championship) è stata l'ottava edizione della massima competizione europea per le rappresentative di hockey su pista maschili maggiori e fu organizzata dalla Fédération Internationale de Roller Sports. La competizione si svolse dal 21 al 24 maggio 1934 a Herne Bay in Inghilterra.  
La vittoria finale è andata alla nazionale dell'Inghilterra che si è aggiudicata il torneo per l'ottava volta nella sua storia.

## Formula
Il campionato europeo 1934 vide la partecipazione di sei nazionali europee. La manifestazione fu organizzata tramite un girone all'italiana con gare di sola andata; erano assegnati due punti per l'incontro vinto, un punto a testa per l'incontro pareggiato e zero la sconfitta. Al termine del torneo la squadra prima classificata venne proclamata campione d'Europa.

## Squadre partecipanti
| Pr. | Squadra     | Partecipazioni precedenti al torneo          |
| --- | ----------- | -------------------------------------------- |
| 1   | Belgio      | 7 (1926, 1927, 1928, 1929, 1930, 1931, 1932) |
| 2   | Francia     | 7 (1926, 1927, 1928, 1929, 1930, 1931, 1932) |
| 3   | Germania    | 7 (1926, 1927, 1928, 1929, 1930, 1931, 1932) |
| 4   | Inghilterra | 7 (1926, 1927, 1928, 1929, 1930, 1931, 1932) |
| 5   | Italia      | 5 (1926, 1927, 1928, 1929, 1931)             |
| 6   | Svizzera    | 7 (1926, 1927, 1928, 1929, 1930, 1931, 1932) |

Nota bene: nella sezione "partecipazioni precedenti al torneo" le date in grassetto indicano la squadra che ha vinto quell'edizione del torneo

## Svolgimento del torneo

### Classifica
| Pos | Squadra     | Pt | G | V | N | P | GF | GS | DG  |
| --- | ----------- | -- | - | - | - | - | -- | -- | --- |
| 1.  | Inghilterra | 10 | 5 | 5 | 0 | 0 | 27 | 6  | +21 |
| 2.  | Germania    | 6  | 5 | 3 | 0 | 2 | 14 | 10 | +4  |
| 3.  | Svizzera    | 6  | 5 | 3 | 0 | 2 | 11 | 13 | -2  |
| 4.  | Italia      | 5  | 5 | 2 | 1 | 2 | 15 | 19 | -4  |
| 5.  | Belgio      | 3  | 5 | 1 | 1 | 3 | 7  | 14 | -7  |
| 6.  | Francia     | 0  | 5 | 0 | 0 | 5 | 12 | 24 | -12 |

### Risultati
| Herne Bay maggio 1934 | Inghilterra | 11 – 1 | Italia |  |

| Herne Bay maggio 1934 | Germania | 4 – 1 | Italia |  |

| Herne Bay maggio 1934 | Belgio | 0 – 5 | Inghilterra |  |

| Herne Bay maggio 1934 | Inghilterra | 2 – 1 | Svizzera |  |

| Herne Bay maggio 1934 | Francia | 3 – 6 | Inghilterra |  |

| Herne Bay maggio 1934 | Germania | 1 – 3 | Inghilterra |  |

| Herne Bay maggio 1934 | Germania | 6 – 2 | Francia |  |

| Herne Bay maggio 1934 | Germania | 3 – 2 | Belgio |  |

| Herne Bay maggio 1934 | Germania | 0 – 2 | Svizzera |  |

| Herne Bay maggio 1934 | Belgio | 2 – 5 | Svizzera |  |

| Herne Bay maggio 1934 | Francia | 2 – 3 | Svizzera |  |

| Herne Bay maggio 1934 | Belgio | 3 – 1 | Francia |  |

| Herne Bay maggio 1934 | Italia | 7 – 0 | Svizzera |  |

| Herne Bay maggio 1934 | Belgio | 0 – 0 | Italia |  |

| Herne Bay maggio 1934 | Francia | 4 – 6 | Italia |  |